# Michele Di Gregorio
Michele Di Gregorio (Milão, 27 de julho de 1997) é um futebolista italiano que atua como goleiro. Atualmente defende a Juventus.

## Carreira
Depois de atuar na base da Internazionale (onde chegou em 2003), Di Gregorio foi promovido ao elenco principal na segunda metade da temporada 2016–17, como quinto goleiro. Para ganhar mais experiência, o goleiro foi emprestado para o Renate, equipe da Série C italiana, fazendo sua estreia profissional foi contra o Siracusa, em partida válida pela Copa da Itália. Em 39 jogos disputados pelos Pantere, foram 14 clean sheets e 36 gols sofridos. Em 2018, foi anunciado como novo atleta do Avellino, mas não chegou a defender a equipe da Campânia, que  entraria em falência pouco depois de sua contratação.
Ainda vinculado à Internazionale, defendeu também Novara, Pordenone e Monza até 2022, quando foi contratado em definitivo pelos Biancorossi depois de ter sido um dos destaques na inédita promoção do clube à Série A.
Di Gregorio estreou na primeira divisão italiana com uma derrota por 2 a 1 para o Torino. Em julho de 2023, seu contrato foi renovado por mais 4 temporadas, e suas atuações renderam o prêmio de melhor goleiro da Série A de 2023–24.
Um ano depois da renovação contratual, o goleiro foi emprestado à Juventus por uma temporada, com opção de compra ao final do período e incluindo um bônus de 2 milhões de euro relacionado a seu desempenho na Vecchia Signora.

## Carreira internacional
Em fevereiro de 2014, Di Gregorio jogou uma partida pela seleção sub-17 da Itália, substituindo Emil Audero aos 14 minutos do segundo tempo na vitória por 6 a 0 sobre a Hungria.
Foi convocado também para os jogos da Liga das Nações da UEFA A de 2024–25 contra Bélgica e Israel, em outubro de 2024, mas não entrou em campo.

## Vida pessoal
Di Gregorio é conhecido pelos torcedores como L'Uomo Digre - referência a L'Uomo Tigre, título em italiano da série de mangá Tiger Mask.

## Títulos

### Individuais
- Melhor goleiro da Série A: 2023–24[18]

## Links
- Perfil no site do AC Monza